# 매혹 (1992년 드라마)
《매혹》은 MBC에서 1992년 11월 13일부터 1993년 2월 5일까지 방영된 금요드라마이다.
이 드라마는 당시 젊은이들의 사랑 풍속도를 그렸는데 극 중 주인공을 맡은 최진실이 《질투》에서 보여준 인물 성격과 연기 패턴을 보이며 독창성을 살리지 못했고, 원래 지훈을 사이에 두고 진태와 훈배의 삼각관계에서 다른 인물(문성근 분)과의 사랑으로 바뀌면서 당초의 기획 의도를 살리지 못하는 등 시청률이 저조하자 조기 종영하게 되었다.

## 등장 인물
- 최진실 : 지훈 역
- 김세준 : 진태 역
- 음정희 : 영원 역
- 감우성 : 조훈배 역
- 강수지 : 윤사월 역
- 박철 : 신기수 역
- 문성근 : 김서환 역
- 이경진
- 박주미 : 한의정 역
- 장동건
- 최범호
- 윤동환 : 태섭 역
- 김원희
- 조현숙